# 누나 (2012년 영화)
누나는 2013년 01월03일 개봉작 대한민국의 드라마 영화이다.

## 캐스팅
- 성유리 - 윤희
- 이주승 - 진호